# Inga endlicheri
Inga endlicheri är en ärtväxtart som först beskrevs av Carl Ernst Otto Kuntze, och fick sitt nu gällande namn av James Francis Macbride. Inga endlicheri ingår i släktet Inga och familjen ärtväxter. Inga underarter finns listade i Catalogue of Life.